# Paradelphomyia (Oxyrhiza) alticola
Paradelphomyia (Oxyrhiza) alticola is een tweevleugelige uit de familie steltmuggen (Limoniidae). De soort komt voor in het Afrotropisch gebied.